# Condado de Grand Isle
O Condado de Grand Isle é um dos 14 condados do estado americano de Vermont. Sua sede de condado é North Hero, e sua maior cidade é Grand Isle.
O condado possui uma área de 505 km² (dos quais 215² estão cobertos por água) uma população de 6 901 habitantes, e uma densidade populacional de 32 hab/km² (segundo o censo nacional de 2000).
O condado foi fundado em 15 de janeiro de 1777, do Condado de Charlotte, Nova Iorque.